# Щукин, Виталий Сергеевич
Виталий Сергеевич Щукин — советский хозяйственный, государственный и политический деятель.

## Биография
Родился в 1928 году в посёлке Великодворье. Член КПСС.
С 1953 года — на хозяйственной, общественной и политической работе. В 1953—1988 гг. — механик, начальник составного цеха, директор Борского стекольного завода им. М. Горького, начальник республиканского промышленного объединения по производству строительного и технического стекла («Росстройтехстекло»).
За разработку и внедрение механизированного (поточного) способа производства стеклопрофилита и массовое применение его в строительстве был в составе коллектива удостоен Государственной премии СССР в области науки и техники 1970 года.
Лауреат премии Совета Министров СССР (1972) — за осуществление строительства комплекса ПАС.
Умер в Москве в 2004 году.